# 사가라 하루코
사가라 하루코(Haruko Sagara, 1968년 3월 1일 ~ )는 일본의 배우, 가수, 영화배우이다.
고리야마시에서 태어났다.

## 영화
- 내일이 있다 (2002년)
- 기묘한 이야기 - 1990~92년 시리즈 (1990년)
- 마리아의 위 (1990년) - 쇼코 역
- 안녕 사랑하는 야쿠자 (1990년)
- 팔꿈치로 치기 (1989년) - 카모이 타카코 역
- 바보 자식! 저 화났습니다 (1988년) - 에피소드 1 - 아츠기 시즈카 역
- 스케반 형사 극장판 (1987년)
- 검객 4 (1987년)
- 사랑에 빠진 여자들 (1986년) - 시마 테이코 역
- 스케반 형사 - 시리즈 2 (1985년)